# Mario & Sonic bei den Olympischen Spielen
Mario & Sonic bei den Olympischen Spielen, international auch bekannt als Mario & Sonic at the Olympic Games (japanisch マリオ&ソニック in 北京オリンピック, Hepburn: Mario & Sonikku in Pekin Orinpikku) ist eine Computerspiel-Sportsimulation, die von Nintendo und Sega erstmals am 6. November 2007 für Wii und am 17. Januar 2008 erstmals für Nintendo DS veröffentlicht wurde.
Es handelt sich hierbei um ein offiziell lizenziertes Videospiel zu den Olympischen Sommerspielen 2008, die vom 8. bis 24. August 2008 in Peking, Volksrepublik China, ausgetragen wurden.
Dies ist der erste Teil der Serie und das erste Mal, dass die Videospielcharaktere der Franchises Super Mario und Sonic the Hedgehog offiziell gemeinsam in einem Medium auftraten. Nachdem die Videospielhersteller Nintendo und Sega noch Jahre zuvor für längere Zeit mit ihren Flaggschiffen Super Mario bzw. Sonic the Hedgehog um die Marktführung in der Videospielindustrie konkurrierten, erschien die Ankündigung dieses Spiels zunächst ungewöhnlich. Doch die nun zusammenarbeitenden Hersteller wollten im Rahmen der Olympischen Spiele auch zeigen, dass selbst die größten Rivalitäten sportlich und fair ausgetragen werden sollten und ließen ihre Firmenmaskottchen auch aus diesem Grund diese Botschaft symbolisieren.
Es ist der Vorgänger von Mario & Sonic bei den Olympischen Winterspielen (2009 Wii, DS), Mario & Sonic bei den Olympischen Spielen London 2012 (2011 Wii, 2012 3DS), Mario & Sonic bei den Olympischen Winterspielen Sotschi 2014 (2013 Wii U), Mario & Sonic bei den Olympischen Spielen Rio 2016 (2016 Wii U, 3DS, Arcade) und Mario & Sonic bei den Olympischen Spielen Tokyo 2020 (2019 Switch, 2020 Arcade).

## Gameplay
In Mario & Sonic bei den Olympischen Spielen übernimmt der Spieler wahlweise die Kontrolle über einen der insgesamt 16 verschiedenen Charaktere aus dem Super-Mario- und aus dem Sonic-the-Hedgehog-Universum und versucht, in den offiziellen Disziplinen der Olympischen Sommerspiele 2008 möglichst gut abzuschneiden, um dabei Goldmedaillen zu verdienen. Die Disziplinen können einzeln gewählt werden oder in sogenannten Zirkelrunden, in denen mehrere Disziplinen hintereinander gespielt werden. Zusätzlich können pro Spielcharakter sechs Missionen gespielt werden. In jeder Disziplin wird die jeweilige Steuerung zunächst textlich und bildlich erklärt. Dabei kommt bei der Wii-Version hauptsächlich die Bewegungssteuerung der Wii-Fernbedienung und auf dem Nintendo DS der Touchscreen zum Einsatz.

### Charaktere
Es kann aus acht Charakteren der Super-Mario-Serie und acht Charakteren der Sonic-the-Hedgehog-Serie gewählt werden, die alle über jeweils verschiedene Schwerpunkte und Attribute wie Geschwindigkeit, Kraft, Fertigkeit und Ausdauer verfügen. Die allgemeine Einteilung ist nachfolgend aufgeführt. Ausschließlich in der Wii-Version ist zudem der eigene Mii-Charakter spielbar, dessen Werte nicht angegeben werden.
| Spielbare Charaktere in Mario & Sonic 2008 | Spielbare Charaktere in Mario & Sonic 2008 | Spielbare Charaktere in Mario & Sonic 2008 |
| Klasse                                     | Super Mario Charaktere                     | Sonic the Hedgehog Charaktere              |
| ------------------------------------------ | ------------------------------------------ | ------------------------------------------ |
| Alleskönner                                | Mario                                      | Amy Rose                                   |
| Alleskönner                                | Luigi                                      | Blaze the Cat                              |
| Geschwindigkeitstypen                      | Yoshi                                      | Sonic the Hedgehog                         |
| Geschwindigkeitstypen                      | Prinzessin Daisy                           | Shadow the Hedgehog                        |
| Fertigkeitstypen                           | Prinzessin Peach                           | Miles Tails Prower                         |
| Fertigkeitstypen                           | Waluigi                                    | Dr. Eggman                                 |
| Krafttypen                                 | Wario                                      | Knuckles the Echidna                       |
| Krafttypen                                 | Bowser                                     | Vector the Crocodile                       |

Folgend aufgeführt werden die Schiedsrichter, Zuschauer und Charaktere, die in Disziplinen am Rande auftauchen. Sie alle entstammen ebenfalls den beiden Videospielserien.
| Nicht-spielbare Charaktere in Mario & Sonic 2008                                              | Nicht-spielbare Charaktere in Mario & Sonic 2008                                        | Nicht-spielbare Charaktere in Mario & Sonic 2008                                   | Nicht-spielbare Charaktere in Mario & Sonic 2008 |
| Schiedsrichter                                                                                | Zuschauer                                                                               | In Disziplinen                                                                     |                                                  |
| --------------------------------------------------------------------------------------------- | --------------------------------------------------------------------------------------- | ---------------------------------------------------------------------------------- | ------------------------------------------------ |
| - Toad - Lakitu - Shy Guy - Espio the Chameleon - Charmy Bee - Cream the Rabbit - Big the Cat | - Toad - Koopa - Knochentrocken - Palma - Chao - Tiere - Flicky - Picky - Pecky - Cucky | - Gumba - Buu Huu - Bob-omb - Kugelwilli - Big the Cat - Egg Pawn - Flapper - Kiki |                                                  |

### Disziplinen
Die verfügbaren Disziplinen sind je nach Version unterschiedlich. So ist beispielsweise Rudersport nur auf der Wii vorhanden, während Radsport nur auf dem Nintendo DS spielbar ist. Neben den offiziellen Disziplinen verfügt das Spiel je nach Version über eine unterschiedliche Anzahl an sogenannten Traumdisziplinen. Diese lockern den Bezug zu den realen Spielen deutlich und bringen verstärkt Elemente aus den beiden Videospielserien mit ein, beispielsweise beim Hürdenlauf mit Itemboxen aus Mario Kart oder Booststreifen aus den Sonic-Spielen. Alle im Spiel vorhandenen Disziplinen sind nachfolgend aufgelistet.
| Sportart         | Disziplinen Wii-Version         | Disziplinen DS-Version               |
| ---------------- | ------------------------------- | ------------------------------------ |
| Leichtathletik   | 100-Meter-Lauf                  | 100-Meter-Lauf                       |
| Leichtathletik   | 4-mal-100-Meter-Staffel         | 400-Meter-Lauf                       |
| Leichtathletik   | 110-Meter-Hürdenlauf            | 400-Meter-Hürdenlauf                 |
| Leichtathletik   | 400-Meter-Lauf                  | Weitsprung                           |
| Leichtathletik   | 4-mal-400-Meter-Staffel         | Dreisprung                           |
| Leichtathletik   | 400-Meter-Hürdenlauf            | Speerwurf                            |
| Leichtathletik   | Weitsprung                      | Hammerwurf                           |
| Leichtathletik   | Dreisprung                      |                                      |
| Leichtathletik   | Hochsprung                      |                                      |
| Leichtathletik   | Stabhochsprung                  |                                      |
| Leichtathletik   | Speerwurf                       |                                      |
| Leichtathletik   | Hammerwurf                      |                                      |
| Turnen           | Trampolinturnen                 | Trampolinturnen                      |
| Turnen           | Gerätturnen                     | Gerätturnen                          |
| Wassersport      | Schwimmsport 100 m Freistil     | Schwimmsport 100 m Freistil          |
| Wassersport      | Schwimmsport 4 × 100 m Freistil | Wasserspringen 10 m Plattform Einzel |
| Sportschießen    | Wurfscheibenschießen            | Wurfscheibenschießen                 |
| Bogenschießen    | Bogenschießen                   | Bogenschießen                        |
| Tischtennis      | Tischtennis Einzel              | Tischtennis Einzel                   |
| Fechten          | Florett                         | Florett                              |
| Rudersport       | Einer                           | —                                    |
| Radsport         | —                               | Einerverfolgung                      |
| Traumdisziplinen | Traum-Leichtathletik            | Traum-Leichtathletik                 |
| Traumdisziplinen | Traum-Wassersprung              | Traum-Weitsprung                     |
| Traumdisziplinen | Traum-Tischtennis               | Traum-Tischtennis                    |
| Traumdisziplinen | Traum-Fechten                   | Traum-Fechten                        |
| Traumdisziplinen | Traum-Schießen                  |                                      |
| Traumdisziplinen | Traum-Kanufahren                |                                      |
| Traumdisziplinen | Traum-Boxen                     |                                      |
| Traumdisziplinen | Traum-Basketball                |                                      |

## Synchronisation
Während die Stimmen der Super-Mario-Charaktere im Spiel unabhängig von der Region identisch sind, verfügt Mario & Sonic bei den Olympischen Spielen über englische und japanische Sprachausgabe der Sonic-Charaktere, welche denen vorheriger Sonic-Spiele entsprechen und größtenteils daraus wiederverwendet wurden. Die europäische Version enthält dabei die englische Sprachausgabe.
| Synchronsprecher in Mario & Sonic 2008 | Synchronsprecher in Mario & Sonic 2008 | Synchronsprecher in Mario & Sonic 2008 |
| Figur im Spiel                         | Englischer Synchronsprecher            | Japanischer Synchronsprecher           |
| -------------------------------------- | -------------------------------------- | -------------------------------------- |
| Mario                                  | Charles Martinet                       | Charles Martinet                       |
| Luigi                                  | Charles Martinet                       | Charles Martinet                       |
| Wario                                  | Charles Martinet                       | Charles Martinet                       |
| Waluigi                                | Charles Martinet                       | Charles Martinet                       |
| Prinzessin Peach                       | Jen Taylor                             | Jen Taylor                             |
| Toad                                   | Jen Taylor                             | Jen Taylor                             |
| Yoshi                                  | Kazumi Totaka                          | Kazumi Totaka                          |
| Bowser                                 | Scott Burns                            | Scott Burns                            |
| Prinzessin Daisy                       | Deanna Mustard                         | Deanna Mustard                         |
| Sonic the Hedgehog                     | Jason Anthony Griffith                 | Jun'ichi Kanemaru                      |
| Shadow the Hedgehog                    | Jason Anthony Griffith                 | Kōji Yusa                              |
| Miles Tails Prower                     | Amy Palant                             | Ryō Hirohashi                          |
| Knuckles the Echidna                   | Dan Green                              | Nobutoshi Canna                        |
| Amy Rose                               | Lisa Ortiz                             | Taeko Kawata                           |
| Dr. Eggman                             | Mike Pollock                           | Chikao Ōtsuka                          |
| Blaze the Cat                          | Erica Schroeder                        | Nao Takamori                           |
| Vector the Crocodile                   | Dan Green                              | Kenta Miyake                           |
| Espio the Chameleon                    | David Wills                            | Yūki Masuda                            |
| Charmy Bee                             | Amy Birnbaum                           | Yōko Teppōzuka                         |
| Cream the Rabbit                       | Rebecca Honig                          | Sayaka Aoki                            |

## Entwicklung
Im Jahre 2005 sprach Sonic-Erfinder Yūji Naka in einem Interview erstmals davon, dass er mit Super-Mario-Erfinder Shigeru Miyamoto zum Schluss gekommen ist, dass es zukünftig ein gemeinsames Spiel der beiden Videospiel-Ikonen geben soll. Nachdem Sega die Rechte an einer Videospielumsetzung der Olympischen Sommerspiele 2008 erhalten hatte, wurden die Gespräche zwischen den Firmen konkreter und die Idee für das letztendliche Spiel formte sich. Nachdem Mario & Sonic bei den Olympischen Spielen auf einer Pressekonferenz am 28. März 2007 erstmals angekündigt wurde, wurden erste Presseberichte darüber von Fans noch als Aprilscherz abgetan, bis die offizielle Vorstellung auf der Electronic Entertainment Expo 2007 erfolgte. Das hauptverantwortliche Entwicklerstudio war dabei das Sega Sports R&D Department, assistiert von Nintendo und Super-Mario-Erfinder Shigeru Miyamoto höchstpersönlich, der sicherstellen wollte, dass die Figuren des Super-Mario-Franchises in jeder Hinsicht korrekt dargestellt wurden. Ende 2007 wurden schließlich die Wii-Version und Anfang 2008 die DS-Version veröffentlicht.

## Sonic bei den Olympischen Spielen
Neben den Versionen für Wii und Nintendo DS erschien am 16. Juni 2008 exklusiv für das Betriebssystem iOS das Spiel mit dem Namen Sonic bei den Olympischen Spielen. Entwickelt von Airplay sowie Mediatonic und gepublished von Sega, handelt es sich hierbei um eine an das Smartphone angepasste, inhaltlich stark reduzierte Version des Spiels, gänzlich ohne Super-Mario-Inhalte und ausschließlich mit Kontent der Sonic-the-Hedgehog-Spieleserie. Dabei standen nur die vier Charaktere Sonic, Tails, Knuckles und Amy in den fünf Disziplinen 1500-Meter-Hürdenlauf, 400-Meter-Hürdenlauf, Dreisprung, Speerwurf und Diskuswurf zur Verfügung. Nicht zu verwechseln mit Sonic bei den Olympischen Spielen Tokyo 2020 oder Sonic bei den Olympischen Winterspielen, welches im Jahre 2010 wenige Tage nach der Veröffentlichung wieder aus dem Shop verschwand.

## Rezeption
Mario & Sonic bei den Olympischen Spielen wurde allgemein durchschnittlich bis positiv bewertet mit leichter Tendenz zu einer besseren DS-Version. Die Idee und der moralische Gedanke wurde dabei hochgelobt, jedoch gab es vereinzelt Kritik an der Umsetzung der Disziplinen und der Steuerung.

„Der Vergleich mit Wii Sports mag seltsam erscheinen, aber im Grunde genommen ist Mario & Sonic bei den Olympischen Spielen eine stark erweiterte Version von Nintendos Schwitzsimulation. 20 Disziplinen, 16 Charaktere aus dem Nintendo- und Sega-Universum und dann auch noch Mii-Einbindung: An diesem Spiel haben Wii-Sportler lange zu schuften – und das im wahrsten Sinne des Wortes, denn sportliche Ausdauer wird vorausgesetzt. Höhepunkt des Spiels ist für mich der Tischtennis-Part – da darf ich’s ausnahmsweise etwas sanfter angehen lassen.“

„Bei „Mario & Sonic bei den olympischen Spielen“ hat man ganze Zeit das Gefühl, dass es unter Zeitdruck entwickelt wurde. Viele Bereiche und Steuerungen hätte man noch einiges ausarbeiten müssen. Auch der fehlende Onlinematch-Modus ist ein großes Manko. Wer aber genug Mitstreiter Zuhause hat und auf Partyspiele steht, sollte das Spiel zumindest einmal anspielen. Wie das Spiel allerdings zum besten Spiel der Games Convention 2007 gekürt werden konnte, können wir nicht verstehen.“

Aus kommerzieller Sicht war das Spiel ein großer Erfolg. Mario & Sonic bei den Olympischen Spielen verkaufte sich auf der Nintendo Wii 7,09 Millionen Mal und belegt damit Platz 15 der meistverkauften Wii-Spiele. Mit 4,22 Millionen verkauften Einheiten für den Nintendo DS belegt Mario & Sonic bei den Olympischen Spielen Platz 20 der meistverkauften DS-Spiele.